# Kuncauszczyna
Kuncauszczyna (biał. Кунцаўшчына; ros. Кунцевщина, Kuncewszczina) – stacja mińskiego metra położona na linii Autazawodskiej.
Otwarta została w dniu 11 lipca 2005 roku.